# VEF I-12
«Ikars» VEF I-12 — учебный одномоторный самолёт конструкции Карлиса Ирбитиса, произведённый в 1938 году на авиационном отделении завода VEF. «Ikars» VEF I-12 был выпущен с вариантами на одно и два места. Серия из четырёх самолётов, двигатели закуплены в Англии путём сбора средств (2 подарило Министерство земледелия Латвии, по одному — Общество промышленников и Общество торговцев). Стоимость изготовления — 22 000 латов. В мае 1938 года 4 лётчика авиации айзсаргов совершили на 2 I-12 перелёт на авиапраздник в Хельсинки.
Демонстрационные полёты закончились катастрофой 17 мая, в результате которой погибли латвийский пилот Карлис Лещинскис и финский Марти Куопамяки. Вторая катастрофа с данным типом самолёта произошла 30 октября 1938 года на основной авиабазе ВВС Латвии Спилве (Рига), когда разбился Томс Гайлитис. Оставшиеся самолёты были разукомплектованы после присоединения Латвии к СССР в 1940 году.

## Лётно-технические характеристики
Технические характеристики
- Экипаж: 2 чел.
- Длина: 8,20 м
- Размах крыла: 7,80 м
- Высота: 2,20 м
- Площадь крыла: 9,40 м²
- Масса пустого: 767 кг
- Максимальная взлётная масса: 1060 кг
- Силовая установка: 1 × ПД Cirrus Minor
- Мощность двигателей: 1 × 90 л. с.

Лётные характеристики
- Максимальная скорость: 230 км/ч
- Крейсерская скорость: 196 км/ч
- Практическая дальность: 400 км
- Практический потолок: 8000 м
- Скороподъёмность: 444 м/мин